# Brussels Basketball
Ne doit pas être confondu avec Basket Brussels.
Pour les articles homonymes, voir Royal Excelsior Bruxelles (homonymie).
Le Royal Exclesior Bruxelles, actuellement connu sous le nom de Brussels Basketball, est un club belge de basket-ball fondé en 1958 à Bruxelles, sous le matricule 959. Le club dispute ses matchs à domicile dans la salle omnisports du complexe sportif de Neder-Over-Heembeek, avec une capacité théorique de 1 500 spectateurs.
L'équipe première de l'Excelsior a adopté le nom Brussels Basketball (matricule bis 2959), tandis que les équipes réserves, évoluant dans les divisions inférieures, ont maintenu le nom d'origine (matricule 959). En tant qu'ASBL, le club dépend financièrement de la Ville et de la Région de Bruxelles. 
Le club accède pour la première fois à la première division nationale belge en 2013, réalisant son meilleur résultat en 2017 en atteignant la finale. Il évolue dans ce championnat jusqu'en 2021, année où celui-ci fusionne avec celui des Pays-Bas pour créer la BNXT League, dans laquelle le Brussels continue d'évoluer depuis.

## Historique

### Origine du Brussels (avant 2013)
En 1958, le Royal Excelsior Sport's Club (R. Excelsior S.C.), club omnisports bruxellois axé sur l'athlétisme, crée sa section de basket-ball sous l'initiative de Georges Huybens, membre du club d'athlétisme, ainsi qu'Arthur De Boom, professeur de gymnastique, qui, avec d'autres athlètes de l'Excelsior, décident de fonder cette nouvelle section,. L'équipe évolue à cette époque en extérieur, sur le complexe aujourd'hui connu sous le nom de Stade Victor Boin,, situé à côté du Stade du Heysel, où exerçait également le club d'athlétisme.
Dirigé par l'entraîneur M.J. Maroten, le club dispute sa première rencontre officielle le 7 septembre 1958, affrontant les Panters Vilvorde lors du premier tour de la Coupe de Belgique. La rencontre se termine sur une défaite de 38 à 57, entraînant ainsi l'élimination de l'Excelsior de la compétition.
Le club débute en troisième division provinciale du Brabant (appelée Division IV), soit le 7e échelon du basket en Belgique à cette époque. Un autre Excelsior distinct, plus ancien et situé à Molenbeek, évolue en 4e division nationale (Promotion B).
- 1985 et 1986 vont marquer un premier tournant dans l'histoire de l'Excelsior : le club accède, sous la houlette du coach Guy Sprooten, à la cinquième division (Pronvincial 1) puis directement après, à la Nationale 4 (l'équivalent aujourd'hui des divisions régionales)[réf. nécessaire].

- De 1986 à 1988, le club a évolué en quatrième division avant d'être promu en troisième division à l'issue de la saison 1987-1988[7].

- En 1999, l'Excelsior fusionne avec AERA Castor pour former le Royal AERA Excelsior de Bruxelles[réf. nécessaire].

- 2000-2003: le club enchaîne trois montées consécutives pour rejoindre la Nationale 3[réf. nécessaire]. En 2002, le club se voit proposer une fusion avec le Royal Atomia Brussels, mais cette proposition est finalement rejetée par l'Excelsior[8].

- 2008-2009 : Nomination de Serge Crèvecœur en tant que nouvel entraîneur, puis champion de troisième division en battant le Gembo (nl) en finale, accession à la deuxième division[9].

- 2012-2013 : Toujours présent en D2, l'Excelsior fait partie des discussions autour d'une extension de la première division, qui s'est vue réduite à 8 équipes[10].

### Débuts dans l'élite (2013-2019)
- 2013-2014 : Après avoir fait appel suite un premier rejet le Brussels est finalement intégré en première division pour la première fois de son histoire[11]. Le nouveau projet du club est financé par la Ville de Bruxelles (225.000 euros) ainsi que par la Région (2000.000 euros)[12]. Le club termine à la 8e place.

- 2015-2016 : première accession aux play-offs. Le club se hisse en demi-finale des play-offs.

- 2016-2017 : Le club participe pour la première fois à la Coupe d'Europe FIBA ainsi qu'aux demi-finales de la Coupe de Belgique et la finale des play-offs en championnat. C'est finalement Ostende qui remporte la finale pour une 18e fois sur le score de 3-1. Alors que la finale est encore en cours, le club annonce son ambition de construire une nouvelle salle d'environ 3000 places[13].

- 2017-2018 : à la suite d'une saison réussie, Serge Crèvecœur quitte le club après de nombreuses années pour signer à l'Élan Béarnais[14]. Son assistant Laurent Monier le remplace à la tête de l'équipe[15]. Le Brussels affronte les Riesen de Ludwigsbourg au troisième tour de qualification pour la ligue des champions mais perd les deux manches. Le Brussels est reversé en Coupe d'Europe FIBA. Le 3 avril 2018 le club annonce le retour de Serge Crèvecœur en tant qu'entraineur et directeur général pour la saison 2018-2019[16]. Le 20 avril 2018 le Brussels organise un match au Palais 12 devant 7000 spectateurs contre Alost[17]. La saison se termine en quarts de finale face à Ostende.

- 2018-2019 : Sous les ordres de Serge Crèvecœur le club retrouve de bons résultats et atteint les demi-finales en Playoffs et en Coupe de Belgique. Le Brussels organise trois matches gala aux Palais 12[18], à Forest National[19] et au Luxembourg[20] durant la saison. Au terme de la saison le club annonce la fin de son partenariat avec Basic-Fit et se donne le nom Pheonix Brussels[21].

### Le renaissance du Phoenix (2019-2022)
- 2019-2020 : En février 2020 Serge Crèvecœur annonce son deuxième départ pour rejoindre Gravelines en France[22]. C'est à nouveau son assistant Laurent Monier qui assure l'intérim. Le 13 mars le club annonce le successeur de Crevecoeur. Ian Hannavan devient le nouvel entraineur à la fin de la saison et remplace Monier[23]. Peu de temps après cette annonce, le championnat est suspendu pour freiner la propagation du Covid-19. Le classement du championnat en cours devient le classement final de la saison 2019-2020 et le Brussels fini 9e[24]. Fortement frappé par les conséquences économiques du premier confinement, l'avenir du club en première division devient incertain. Mais sous les ordres du nouveau directeur général Nikkel Kebbsi, le club parvient à se sauver et construire un nouveau projet sportif autour du nouvel entraineur Ian Hanavan[25].

- 2021-2022 : à la suite d'une saison 2020-2021 décevante et un début de saison 2021-2022 compliqué, le club annonce le licenciement de son entraineur Ian Hannavan le 18 octobre 2021[26]. Son successeur Jean-Marc Jaumin est annoncé le 19 octobre 2021[27]. Les difficultés en phase régulière belge persistent, mais le club s'améliore lors de la phase transfrontalière avant de se faire éliminer par les Giants au deuxième tour en BNXT play-offs. Le 18 mai 2022 le club annonce la prolongation de Jean-Marc Jaumin jusqu'en 2023 avec une année en option[28]. Dans la foulée son assistant Phivos Livaditis quitte le club. Il est remplacé par Randy Oveneke[29].

### Nouveaux horizons (depuis 2022)
- 2022-2023 : Le 16 juin 2022 lors de sa conférence annuelle, le Brussels dévoile ses ambitions et nouveaux sponsors dont un nouveau partenariat avec le casino en ligne Circus. Le Phoenix Brussels devient donc le Circus Brussels pour les trois saisons suivantes[30]. En janvier 2023 le club annonce le départ en fin de saison de son manager Nikkel Kebbsi[31]. Le 23 mars 2023 le club annonce le retour de son ancien entraineur Serge Crèvecœur pour la saison 2023-2024. Il signe un contrat à durée indéterminée pour les rôles d'entraineur et de manager[32].

- 2023-2024 : Pour la nouvelle saison le club est contraint de retirer son sponsor Circus de son nom, à la suite de l'arrêté royal interdisant la publicité pour les jeux de hasard en Belgique. Le club redevient ainsi le Brussels Basketball[33],[34], mais garde son sponsor comme prévu jusqu'en 2025.

### Évolution du nom
- 1958-1999 : Excelsior Bruxelles
- 1999-2013 : Royal AERA Excelsior Bruxelles
- 2013-2019 : Brussels Basketball
  - 2013-2019 : Basic-Fit Brussels Basketball (Partenariat avec Basic-Fit)
- 2019-2022 : Phoenix Brussels Basketball
- Depuis 2022 : Brussels Basketball
  - 2022-2023 : Circus Brussels Basketball (Partenariat avec Circus)

### Historique du logo

Évolution du logo
Logo d'origine
Jusqu'en 2013
2013 - 2018
2018 - 2019
2019 - 2022
2022 - 2023
2023 - 2024
Depuis 2024

## Infrastructures
L'équipe première et plusieurs autres équipes du club évoluent dans la salle omnisports du complexe sportif de Neder-Over-Heembeek, qui peut accueillir jusqu'à 1500 spectateurs, comme lors de la finale du championnat de Belgique en 2017. Cependant, la fréquentation tourne souvent autour de 1000 spectateurs. Inaugurée en 1981, cette salle appartient à la Ville de Bruxelles, ce qui signifie que d'autres activités interfèrent avec les entraînements de l'équipe première. Des rénovations ont été réalisées depuis les années 2000.
Depuis 2013, le club organise plusieurs matchs de gala dans des salles plus grandes de la région bruxelloise, comme le Palais 12 ou Forest National devant des publics plus larges, mais ces événements n'ont lieu que quelques fois par an. En mars 2016 le Brussels bat un nouveau record d'affluence, égalé un an plus tard, pour un match de basket-ball sur territoire Bruxellois avec 6500 spectateurs lors d'un de ces matchs à Forest National. À la fin de la saison 2018-2019, le Brussels délocalise un match à domicile à Dudelange, devenant ainsi le premier club de basket belge à jouer un match de championnat à l'étranger. Un an et demi plus tard, alors que le secteur événementiel est mis à l'arrêt à cause du Covid-19, l'équipe déménage au Palais 12 pour une période prolongée entre décembre 2020 et avril 2021, à huis clos.
Dès son accession en première division en 2013, le club aspire à déménager dans une salle plus moderne et plus grande, comme le déclare le président André de Kandelaer: "Notre salle n'est pas conçue pour la D1" et "Si un projet sérieux se développe, ce ne sera certainement pas à Neder-over-Heembeek". Cependant, le manque de financement et de volonté politique empêchent la réalisation de nouveaux projets. En 2017, un premier projet d'arène omnisports de 3000 places sur le plateau du Heysel est proposé, suivi d’un second projet en 2021 pour une enceinte de 4000 places au même endroit, mais aucun d'eux ne voit le jour. Le club obtient une opportunité pour une nouvelle salle multifonctionnelle de 6000 places à Woluwé-Saint-Lambert. Bien que tous les feux soient au vert, le projet est brusquement interrompu en 2020 en raison du Covid-19, et n'est pas relancé par la suite. 

### Records d'affluence
| Date             | Salle           | Affluence | Compétition             | Adversaire       | Résultat |
| ---------------- | --------------- | --------- | ----------------------- | ---------------- | -------- |
| 18 mars 2016     | Forest National | 6 500     | Championnat de Belgique | Spirou Charleroi | 82-74    |
| 17 mars 2017     | Palais 12       | 6 500     | Championnat de Belgique | Antwerp Giants   | 67-61    |
| 26 décembre 2018 | Forest National | 4 000     | Championnat de Belgique | Okapi Aalstar    | 88-87    |

## Palmarès et records

### Palmarès
| Compétitions nationales | Compétitions régionales |
| --- | --- |
| Championnats - Championnat de Belgique : - Vice-champion : 2017 - Championnat de Belgique D2 : - Meilleure performance : 1/2 finale (2012) - Championnat de Belgique D3 : - Vainqueur de groupe : 2009 - Championnat de Belgique D4 : - Vainqueur de groupe : 1995 Coupes - Coupe de Belgique : - Meilleure performance : 1/2 finale (2017,2019) | Championnats - Championnat de Wallonie-Bruxelles : - Vainqueur de groupe : 2003 - Championnat de Bruxelles-Brabant wallon : - Champion : 1992, 2002 - Championnat de Bruxelles-Brabant wallon D2 : - Vainqueur de groupe : 2001 Coupes - Coupe de Bruxelles-Brabant wallon : - Finaliste : 2001 |

### Bilan par saison
| Saison         | Championnat | Championnat | Championnat | Championnat                                   | Championnat                             | Coupe de Belgique     | Coupe d'Europe                        |
| Saison         | MJ          | Bilan       | PV          | Classement                                    | Playoffs                                | Coupe de Belgique     | Coupe d'Europe                        |
| -------------- | ----------- | ----------- | ----------- | --------------------------------------------- | --------------------------------------- | --------------------- | ------------------------------------- |
| 2013-2014 (en) | 36          | 8V 28D      | 22%         | 8e/10                                         | Non qualifié                            | 8e de finale (en)     | Non qualifié                          |
| 2014-2015      | 28          | 10V 18D     | 36%         | 10e/11                                        | Non qualifié                            | 8e de finale (en)     | Non qualifié                          |
| 2015-2016      | 30          | 17V 13D     | 57%         | 7e/11                                         | Demi-finale                             | 8e de finale (en)     | Non qualifié                          |
| 2016-2017      | 36          | 22V 14D     | 61%         | 3e/10                                         | Finale                                  | Demi-finale (en)      | Coupe d'Europe FIBA : Phase régulière |
| 2017-2018      | 36          | 12V 24D     | 33%         | 8e/10                                         | Quarts de finale                        | Quarts de finale (en) | Coupe d'Europe FIBA : Phase régulière |
| 2018-2019      | 36          | 21V 15D     | 58%         | 4e/10                                         | Demi-finale                             | Demi-finale (en)      | Non qualifié                          |
| 2019-2020 (en) | 17          | 6V 11D      | 35%         | 9e/10                                         | Saison annulée                          | Quarts de finale      | Coupe d'Europe FIBA : Phase régulière |
| 2020-2021      | 26          | 4V 22D      | 15%         | 10e/10                                        | Non qualifié                            | Play-in round (en)    | Non qualifié                          |
|                | BNXT League |             |             |                                               |                                         |                       |                                       |
| 2021-2022      | 28          | 9V 19D      | 32 %        | National : 9e/10 BNXT : 6e/11 (Elite Silver)  | Nationaux : Non qualifié BNXT : 2e tour | Quarts de finale      | Non qualifié                          |
| 2022-2023 (en) | 28          | 9V 19D      | 32 %        | National : 10e/10 BNXT : 6e/10 (Elite Silver) | Nationaux : Non qualifié BNXT : 2e tour | Quarts de finale      | Non qualifié                          |
| 2023-2024 (en) | 32          | 17V 15D     | 53 %        | National : 6e/11 BNXT : 4e/10 (Elite Silver)  | Non qualifié                            | Quarts de finale (en) | Non qualifié                          |
| 2024-2025 (en) | 36          | 25V 11D     | 69 %        | 5e/19                                         | Quarts de finale                        | 8e de finale (en)     | Non qualifié                          |

Graphique ci-dessus illustrant l'évolution des divisions du championnat de l'équipe première de l'Excelsior depuis sa fondation en 1958.

### Bilan européen
Note : dans les résultats ci-dessous, le score du club est toujours donné en premier.
| Victoire ou qualification | Défaite ou élimination |

| Saison    | Niveau | Compétition         | Tour                 | Club                | Domicile | Domicile | Extérieur | Total |
| --------- | ------ | ------------------- | -------------------- | ------------------- | -------- | -------- | --------- | ----- |
| 2016-2017 | 4      | Coupe d'Europe FIBA | 1re phase de groupes | ES Chalon-sur-Saône | 77-86    | 77-86    | 74-78     | 4e/4  |
| 2016-2017 | 4      | Coupe d'Europe FIBA | 1re phase de groupes | Alba Fehérvár       | 69-80    | 69-80    | 79-86     | 4e/4  |
| 2016-2017 | 4      | Coupe d'Europe FIBA | 1re phase de groupes | Benfica Lisbonne    | 74-79    | 74-79    | 80-75     | 4e/4  |
| 2017-2018 | 4      | Coupe d'Europe FIBA | 1re phase de groupes | Balkan Botevgrad    | 81-78    | 81-78    | 84-89     | 3e/4  |
| 2017-2018 | 4      | Coupe d'Europe FIBA | 1re phase de groupes | BC Körmend          | 86-64    | 86-64    | 61-74     | 3e/4  |
| 2017-2018 | 4      | Coupe d'Europe FIBA | 1re phase de groupes | Keravnós Strovólou  | 58-68    | 58-68    | 77-90     | 3e/4  |
| 2019-2020 | 4      | Coupe d'Europe FIBA | 1re phase de groupes | Pınar Karşıyaka     | 66-79    | 66-79    | 90-93     | 4e/4  |
| 2019-2020 | 4      | Coupe d'Europe FIBA | 1re phase de groupes | Spirou Charleroi    | 104-101  | 104-101  | 75-72     | 4e/4  |
| 2019-2020 | 4      | Coupe d'Europe FIBA | 1re phase de groupes | Donar Groningue     | 70-72    | 70-72    | 63-75     | 4e/4  |

### Records statistiques
| Statistique            | Record | Équipe adverse        | Date              |
| ---------------------- | ------ | --------------------- | ----------------- |
| Points                 | 120    | Antwerp Giants        | 10 mai 2014       |
| Rebonds                | 51     | Mons-Hainaut          | 10 février 2023   |
| Rebonds                | 51     | Louvain Bears         | 30 septembre 2023 |
| Passes décisives       | 35     | Kangoeroes Willebroek | 13 avril 2014     |
| Interceptions          | 16     | Spirou Charleroi      | 15 février 2017   |
| Contres                | 10     | Liège Basket          | 10 avril 2016     |
| Paniers à 3 points     | 19     | Liège Basket          | 7 février 2020    |
| Lancers francs marqués | 36     | Antwerp Giants        | 10 mai 2014       |

| Statistique            | Record | Joueur                      | Équipe adverse         | Date            |
| ---------------------- | ------ | --------------------------- | ---------------------- | --------------- |
| Points                 | 34     | Julian Gamble               | Louvain Bears          | 6 février 2016  |
| Rebonds                | 19     | Brandon Peterson            | Louvain Bears          | 21 mai 2018     |
| Passes décisives       | 12     | Domien Loubry               | RBC Verviers-Pepinster | 24 janvier 2016 |
| Passes décisives       | 12     | Sergio Llorente             | Louvain Bears          | 20 février 2022 |
| Interceptions          | 9      | Augustas Pečiukevičius (en) | Spirou Charleroi       | 15 février 2017 |
| Contres                | 6      | Julian Gamble               | Louvain Bears          | 25 janvier 2015 |
| Contres                | 6      | Julian Gamble               | Limbourg United        | 6 décembre 2015 |
| Paniers à 3 points     | 7      | Donald Sims (en)            | BC Ostende             | 2 octobre 2015  |
| Paniers à 3 points     | 7      | Terry Deroover              | ZZ Leyde               | 10 mai 2025     |
| Lancers francs marqués | 14     | Domien Loubry               | Kangoeroes Willebroek  | 1er mars 2014   |

## Joueurs et personnalités du club

### Présidents
| Rang | Nom                | Période   |
| ---- | ------------------ | --------- |
| 1    | Georges Huybens    | 1958-1998 |
| 2    | André De Kandelaer | 2001-     |

### Entraîneurs
| Rang | Nom                   | Période   |
| ---- | --------------------- | --------- |
| 1    | Marc Van Eetvelde     | 1991-1997 |
| 2    | Daniel Moerenhout     | 1997-1999 |
| 3    | Gilbert Chantrain     | 1999-2000 |
| 4    | Jean Claude Van Nyvel | ????-???? |
| 5    | Roger Claessens       | 2000-2002 |
| 6    | Marc Vlaeminck        | 2002-2005 |
| 7    | Philippe Hoornaert    | 2005-2008 |

| Rang | Nom                      | Période        |
| ---- | ------------------------ | -------------- |
| 8    | Serge Crèvecœur          | 2008-2017      |
| 9    | Laurent Monier           | 2017-2018      |
| 10   | Serge Crèvecœur          | 2018-2020      |
| 11   | Laurent Monier (intérim) | fév.-mars 2020 |
| 12   | Ian Hanavan (en)         | 2020-2021      |
| 13   | Jean-Marc Jaumin         | 2021-2023      |
| 14   | Serge Crèvecœur          | 2023-          |

### Effectif professionnel actuel
Sources : ,,

### Joueurs emblématiques
Paul Van Haver, plus connu sous son nom d’artiste Stromae, a joué dans les équipes de jeunes de l’Excelsior entre 1995 et 2002, jusqu’à ses 18 ans,.
À l'occasion de son 10e anniversaire en première division, le club organise en février 2024 une cérémonie mettant à l'honneur les joueurs qui ont marqué son histoire à travers l'inauguration d'un Hall of Fame. Les 4 joueurs suivants sont retenus:
- Aleksander Lichodzijewski (7 saisons: 2013-2020)[88]
- Domien Loubry (7 saisons: 2013-2020)[89]
- Guy Muya (4 saisons: 2015-2019)[90]
- Éric Struelens (4 saisons: 1987-1988 et 2007-2010)[91]